# NGC 2194
NGC 2194 је расејано звездано јато у сазвежђу Орион које се налази на NGC листи објеката дубоког неба.
Деклинација објекта је + 12° 48' 24" а ректасцензија 6h 13m 45,9s. Привидна величина (магнитуда) објекта NGC 2194 износи 8,5. NGC 2194 је још познат и под ознакама OCL 495.